# DSB SA
De SA is een achtdelig elektrisch treinstel voor het regionaal personenvervoer van de Danske Statsbaner (DSB).

## Geschiedenis
Het treinstel werd na 1990 door Alstom Transport en door Siemens ontwikkeld als vierde generatie S-togtreinen van de Danske Statsbaner (DSB).

## Constructie en techniek
Het achtdelige treinstel is opgebouwd als twee vierdelige treinstellen op vijf eenassige draaistellen, waarbij drie bakken met een balk op de vorige bak rusten. (Een vergelijkbaar systeem wordt bij GTW-treinen toegepast.) Het treinstel is uitgerust met luchtvering. Er kunnen tot drie eenheden gekoppeld worden. Deze treinen kunnen worden gekoppeld met treinen van de serie SE.

### Nummers
De treinen zijn als volgt samengesteld:
- 81xx – 83xx – 86xx – 88xx + 98xx – 96xx – 93xx – 91xx

- SA 8101-8205 = motorwagen met een stuurstand
- SB 8301-8405 = motorwagen met een stroomafnemer
- SC 8601-8705 = wagen zonder aandrijving
- SD 8801-8905 = motorwagen met overgang naar ander deel
- SD 9801-9905 = motorwagen met overgang
- SC 9601-9705 = wagen zonder aandrijving
- SB 9301-9405 = motorwagen met een stroomafnemer
- SA 9101-9205 = motorwagen met een stuurstand

## Internet
Deze treinen werden uitgerust met draadloos internet door middel van wifi. 

## Treindiensten
De treinen worden op de lijnen van de S-tog København ingezet.

## Foto's

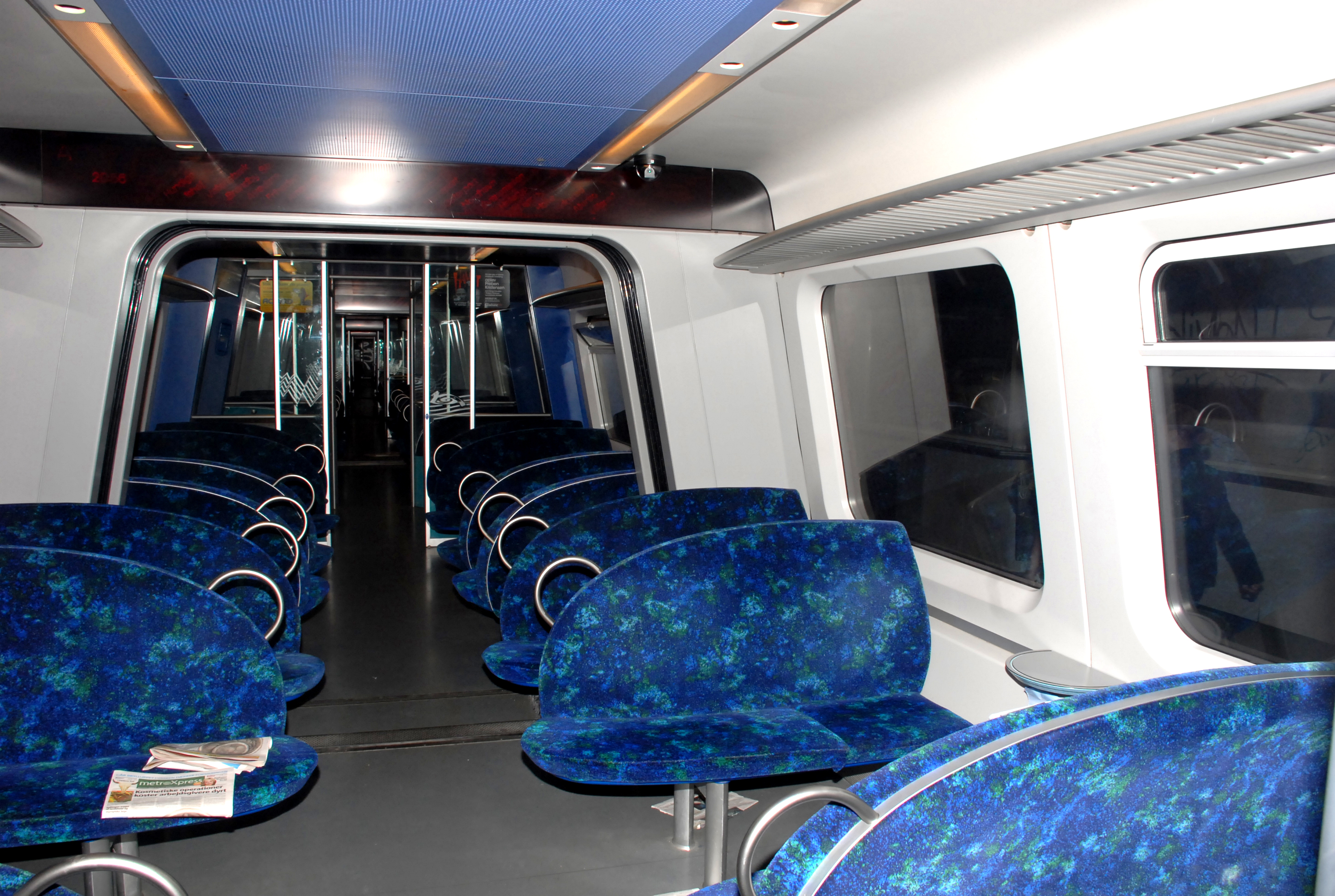
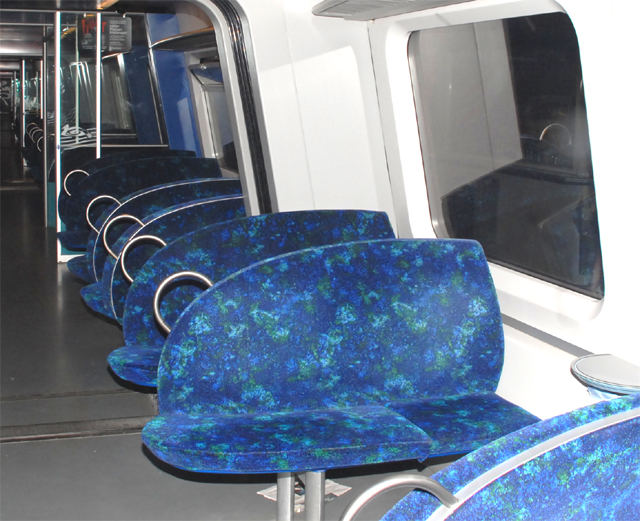
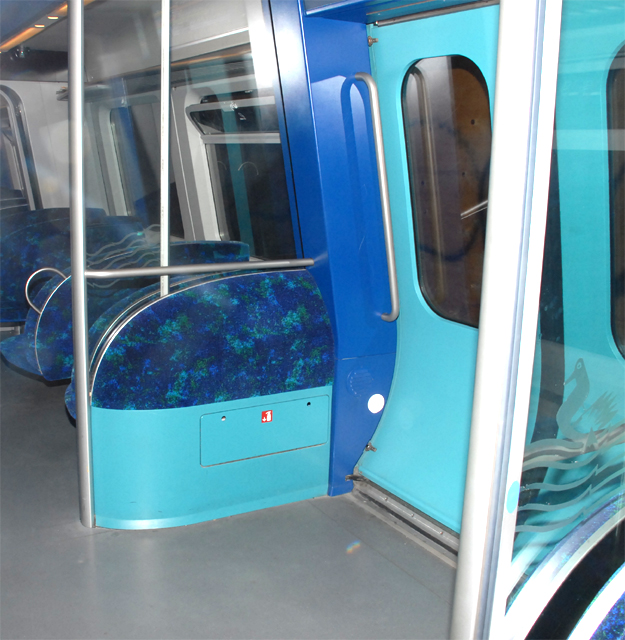

- Interieur